# Spilostethus hospes
Spilostethus hospes ist eine Wanze aus der Familie der Bodenwanzen (Lygaeidae). 

## Merkmale
Die Wanzen werden etwa 10 Millimeter lang. Sie sind rot (oder rot-orange) und schwarz gemustert. Beine und Fühler sind schwarz. Der Kopf ist rot mit einem schwarzen Stirnkeil und einem schwarzen Postokularbereich. Der Halsschild ist schwarz mit roten Seitenrändern und einem roten Längsband, das nicht ganz zum vorderen Rand reicht. Das Schildchen (Scutellum) ist schwarz mit einer roten winzigen apikalen Spitze. Der Clavus ist im vorderen Bereich rot, im hinteren Bereich schwarz. Die Membran ist schwarz. Die Hemielytren sind rot mit einem schwarzen Rand zum Clavus hin und einem schwarzen Fleck am äußeren Flügelrand.

## Verbreitung und Lebensraum
Die Wanzenart ist auf dem australischen Kontinent weit verbreitet. Des Weiteren kommt sie in Südasien (Indien und Sri Lanka) und in Ostasien (Japan, Taiwan, China) vor.

## Lebensweise
Die Wanzen findet man an verschiedenen Seidenpflanzen (Asclepias). Sie saugen an Samen, Stängeln und Blättern. 
Zu ihren Futterpflanzen zählen außerdem Aubergine (Solanum melongena), Pokastrauch (Solanum torvum), Tomate (Lycopersicon esculentum), Kronenblume (Calotropis gigantea), Cyanthillium cinereum und Euphorbia hirta.
Mit ihrer Warnfärbung signalisieren sie potentiellen Prädatoren, dass sie ungenießbar und giftig sind.